# (620074) 2013 AT183
2013 AT183 ist ein großes transneptunisches Objekt, das bahndynamisch als Scattered Disk Object eingestuft wird. Aufgrund seiner Größe ist der Asteroid ein Zwergplanetenkandidat.

## Entdeckung
2013 AT183 wurde von einem Astronomenteam, bestehend aus B. Gibson, T. Goggia, N. Primak, A. Schultz und M. Willman, auf Bildern des 1,8-m-Pan-STARRS-Teleskops (PS1), die am 10. Januar 2013 gemacht wurden, am Haleakalā-Observatorium (Maui) entdeckt. Die Entdeckung wurde am 26. Juli 2016 bekanntgegeben.
Nach seiner Entdeckung ließ sich 2013 AT183 auf Fotos bis zum 29. Januar 2003, die am Apache-Point-Observatorium gemacht wurden und im Archiv des Sloan Digital Sky Survey gefunden wurden, nachträglich identifizieren und so seinen Beobachtungszeitraum um zwei Jahre verlängern, um seine Umlaufbahn genauer zu berechnen. Im April 2017 lagen insgesamt 25 Beobachtungen über einen Zeitraum von 12 Jahren vor. Die bisher letzte Beobachtung wurde im Februar 2014 ebenfalls am Pan-STARRS-Teleskop durchgeführt. (Stand 18. Februar 2019)

## Eigenschaften

### Umlaufbahn
2013 AT183 umkreist die Sonne in 483,61 Jahren auf einer elliptischen Umlaufbahn zwischen 35,63 AE und 87,59 AE Abstand zu deren Zentrum. Die Bahnexzentrizität beträgt 0,422, die Bahn ist 28,12° gegenüber der Ekliptik geneigt. Gegenwärtig ist der Planetoid 62,91 AE von der Sonne entfernt. Das Perihel durchlief er das letzte Mal 1926, der nächste Periheldurchlauf dürfte also im Jahre 2410 erfolgen.
Sowohl Marc Buie (DES) als auch das Minor Planet Center klassifizieren den Planetoiden als SDO; letzteres führt ihn allgemein auch als '«Distant Object».

### Größe
Derzeit wird von einem Durchmesser von etwa 501 km ausgegangen, basierend auf einem Rückstrahlvermögen von 7 % und einer absoluten Helligkeit von 5,0 m. Die scheinbare Helligkeit von 2015 BZ518 beträgt 22,81 m.
Da anzunehmen ist, dass sich 2013 AT183 aufgrund seiner Größe im hydrostatischen Gleichgewicht befindet und somit weitgehend rund sein muss, sollte er die Kriterien für eine Einstufung als Zwergplanet erfüllen. Mike Brown geht davon aus, dass es sich bei 2013 AT183 um wahrscheinlich einen Zwergplaneten handelt.
| Jahr                                         | Abmessungen km | Quelle   |
| -------------------------------------------- | -------------- | -------- |
| 2018                                         | 533,0          | Johnston |
| 2018                                         | 501,0          | Brown    |
| Die präziseste Bestimmung ist fett markiert. |                |          |